# Czarny Królewicz
Czarny Królewicz (ang. The Adventures of Black Beauty, 1972–1974) – brytyjski serial przygodowy oparty na powieściach Anny Sewell. W Polsce emitowany po raz pierwszy w roku 1976 w czwartki w programie „Ekran z Bratkiem” pod tytułem Przygody Czarnego Królewicza. W latach 90. ponownie emitowany na kanale Junior TV.

## Opis fabuły
Serial opisuje przygody Czarnego Królewicza – konia, który zostaje ocalony przed ciężkim życiem u okrutnego właściciela przez młodą dziewczynę.

## Obsada
- Charlotte Mitchell – Amy Winthrop (wszystkie 52 odcinki)[1]
- Michael Culver – Squire Armstrong (27)
- Stephen Garlick – Ned Lewis (13)
- William Lucas – dr James Gordon (52)
- Len Jones – Dan Collins (1)
- Tony Maiden – Albert Clifton (16)
- Alistair McKenzie – Robbie (5)
- John Nettleton – Collins (1)
- Roderick Shaw – Kevin Gordon (50)
- Judi Bowker – Vicky Gordon (26)
- Stacy Dorning – Jenny Gordon (25)
- Kenneth Thornett – policjant Dickens (18)
- Mike Pratt – Simey (4)
- Hazel Coppen – pani Allingham (2)
- Michael Brennan – majster (2)
- Jack Le White – parobek (2)
- Derek Martin – woźny sądowy (2)
- Christopher Benjamin – p. Bolton (2)
- Kenneth Watson – p. Jones (2)
- John Gatrell – lokaj (2)
- Kim Smith – Bri (2)
- Tina Heath – Rosie Jones (2)
- Martin Boddey – menedżer aukcji (2)
- Cyril Cross – rolnik (2)
- Kenneth Gilbert – p. Lawson (2)
- John Carson – Joshua Eglinton (2)
- Mark Moss – Shanks (2)